# Platynowe przeboje
Platynowe przeboje – kompilacja Shazzy wydana w lipcu 2000 roku. Oprócz największych przebojów płyta zawierała dwa nowe nagrania utrzymane w stylu latynoamerykańskim: "Jesteście podobni" i "Gdy kochasz".

## Lista utworów
1. „Jesteście podobni”
2. „Bierz co chcesz” (XXL Dance Mix)
3. „Gdy kochasz”
4. „Mały słodki Charlie” (TV Clip Version)
5. „Historia pewnej miłości”
6. „Nie żałujcie serca dziewczyny”
7. „To nie moja wina”
8. „Tak blisko nieba”
9. „Egipskie noce”
10. „Jestem zakochana”
11. „Jedna chwila”
12. „Noc róży”
13. „Hasta Manana”
14. „Shazza” (Venga Dance Mix)